# Ozero Ljubzjinskoje
Ozero Ljubzjinskoje (ryska: Озеро Любжинское) är en sjö i Belarus.   Den ligger i voblasten Vitsebsks voblast, i den norra delen av landet, 170 km nordost om huvudstaden Minsk. Ozero Ljubzjinskoje ligger 139 meter över havet.
I omgivningarna runt Ozero Ljubzjinskoje växer i huvudsak blandskog. Runt Ozero Ljubzjinskoje är det glesbefolkat, med 18 invånare per kvadratkilometer.